# Novhorodske, Trosteaneț
Novhorodske (în ucraineană Новгородське) este un sat în comuna Boromlea din raionul Trosteaneț, regiunea Sumî, Ucraina.

## Demografie
Componența lingvistică a localității Novhorodske
     Ucraineană (95,17%)
     Rusă (4,63%)
     Alte limbi (0,19%)
Conform recensământului din 2001, majoritatea populației localității Novhorodske era vorbitoare de ucraineană (95,17%), existând în minoritate și vorbitori de rusă (4,63%).